# گولفو آرانچی
گولفو آرانچی (به ایتالیایی: Golfo Aranci) یک کومونه در ایتالیا است که در استان البیا تمپیو واقع شده‌است.

## خصوصیات
گولفو آرانچی ۳۸٫۰ کیلومترمربع مساحت و ۲٬۴۱۱ نفر جمعیت دارد و ۱۹ متر بالاتر از سطح دریا واقع شده‌است.